# Kulen

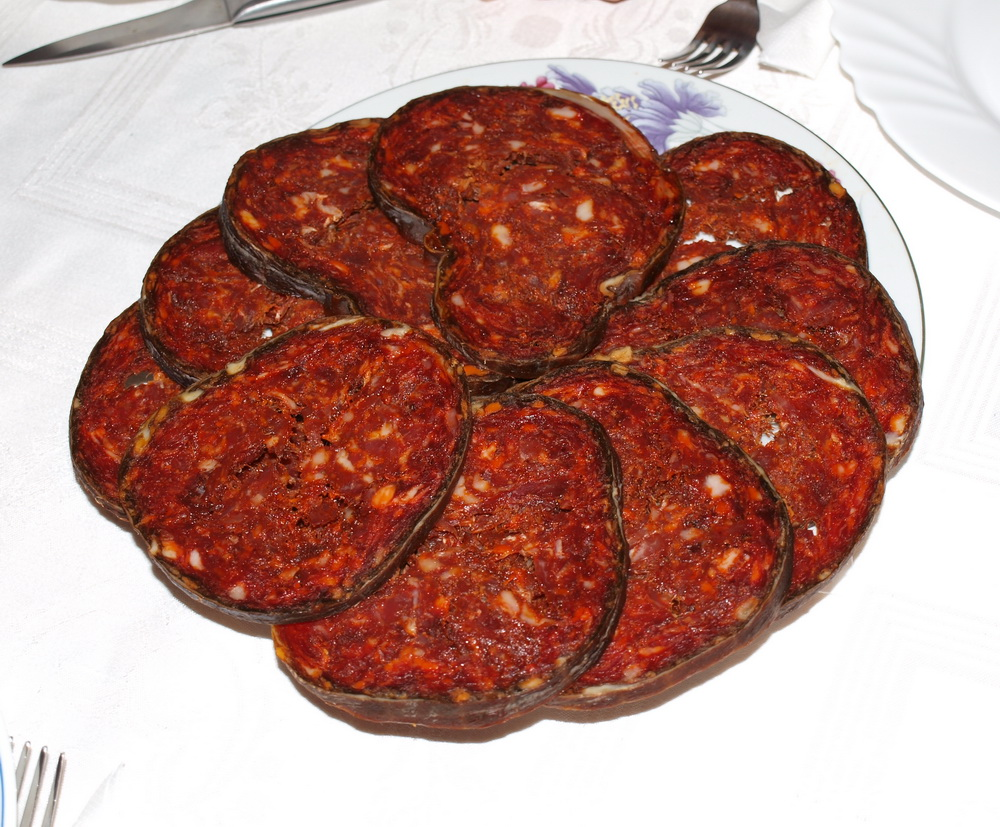

Kulen is een pittige worst die wordt gemaakt van varkensvlees en gegeten wordt in Kroatië en Servië.